# آرتور دالاکیان
آرتور آلبرتی دالاکیان (ارمنی: Արթուր Ալբերտի Դալլաքյան؛ زادهٔ ۱۰ آوریل ۱۹۷۲) یک سیاستمدار اهل ارمنستان است که از تاریخ ۲۰۱۹ تا تاریخ ۲۰۲۱ سمت نمایندگی دوره مجلس ملی جمهوری ارمنستان را برعهده داشت.

## زندگی‌نامه
در ۱۰ آوریل ۱۹۷۲ در لجان به دنیا آمد و از دانشکده کانی‌شناسی و متالوژی دانشگاه ملی پلی‌تکنیک ارمنستان فارغ‌التحصیل شد. 